# Євгеній Онєгін (опера)
«Євгеній Онєгін» (рос. «Евгений Онегин») — опера (ліричні сцени) на 3 дії російського композитора Петра Чайковського. Лібрето композитора разом із Костянтином  Шиловським за однойменним романом у віршах Олександра Пушкіна. Композитор писав:

| «Я написав цю оперу тому, що одного чудового дня мені з невимовною силою схотілося покласти на музику все, що в „Онєгіні“ проситься на музику. Я це й зробив як міг». |

## Створення опери
Опера написана в травні 1877 року (Москва) — лютому 1878 року в Сан-Ремо, а також у Кам'янці та Глібові-Ізбище. У травні 1877 року співачка Є. А. Лавровська запропонувала композиторові написати оперу на сюжет «Євгенія Онєгіна». Незабаром Чайковський захопився цією пропозицією й за одну ніч написав сценарій і прийнявся за музику.
У листі до композитора Сергія Танєєва Чайковський писав: «Я шукаю інтимну, але сильну драму, засновану на конфлікті положень, мною випробуваних або бачених, здатних зачепити мене за живе».

## Перші постановки
- Перша постановка 17 (29) березня 1879 року на сцені Малого театру силами учнів московської консерваторії, диригент Микола Рубінштейн.
- Постановка в московському Большому театрі 11 (23) січня 1881 року (диригент Бевіньяні).
- Перше виконання у Санкт-Петербурзі 22 квітня (4 травня) 1883 року учнями консерваторії.
- Постановка в Маріїнському театрі була здійснена 19 (31) жовтня 1884 року.
- В 1895 році — друга постановка на сцені Большого театру, диригент Сергій Рахманінов.

- У квітні 1884 року «Євгеній Онєгін» був вперше показаний в Україні (Харків).
- 11 жовтня 1884 року прем'єра опери відбулася у Києві.

- Перша закордонна постановка 6 (18) грудня 1888 року в Празі, диригент — автор.
- 19 (31) січня 1892 року — постановка в Гамбурзькій опері, диригент Густав Малер.
- Перша постановка на радянській сцені 14 вересня 1918 року в Петрограді в Малому оперному театрі.
- В 1921 році постановка у Большому театрі.

Опера спочатку була задумана як камерна, але пізніше спеціально для постановок на сцені Імператорської опери Чайковський створив нову редакцію. Уже в радянський час первісний варіант, «ліричні сцени», відтворений зусиллями Костянтина Станіславського. Понині використовуються обидві редакції опери.
Перший студійний запис «Онєгіна» відбувся в 1936 році за участю оркестру, хору та солістів Большого театру: П. Норцов, Г. Жуковська, С. Лемешев, О. Пірогов.  [Архівовано 6 квітня 2008 у Wayback Machine.] Через рік була записана ще одна версія, цього разу з Іваном Козловським у ролі Лєнського.[недоступне посилання з лютого 2019]

## Сюжет

### Дія перша
Картина перша.У розмірене, таке буденне життя Ларіних приїзд Ленського і Онєгіна вносить сум'яття. Усі з хвилюванням і цікавістю зустрічають Онєгіна, який незадовго перед цим приїхав з Петербурга. Ленський, романтично-піднесений поет, наречений Ольги, знову освідчується їй в коханні.
Онєгін здивований вибором свого друга. Особисто він обрав би старшу сестру. В душі Татьяни несподівана зустріч народжує незнане їй раніше почуття.
Картина друга.Татьяна не може приховати свої палкі почуття і розповідає про це няні. Але чим може допомогти їй добра няня?
У пориві щирого кохання Татьяна наважується написати листа Онєгіну. В листі-сповіді розкривається бентежна, сповнена чистоти і піднесеності душа дівчини. Тепер доля Татьяни — в руках Онєгіна.
Картина третя.У саду, під пісні дівчат, які збирають ягоди, відбувається розмова Онєгіна з Татьяною. Лист дівчини не залишив його байдужим, але Євгеній не здатний відповісти на її почуття.

### Дія друга
Картина четверта.У будинку Ларіних святкують іменини Татьяни. Провінційні звички, старомодні вбрання, пересуди — все це дратує Онєгіна. З нудьги, щоб допекти Ленському, який умовив друга приїхати на бал, Онєгін вирішує трохи позалицятися до Ольги. Жарт призводить до розриву.
Картина п'ята.Морозним ранком має відбутися дуель. Важкі передчуття гнітять Ленського. І він, і Онєгін на якусь мить згадують минулі дні, свою дружбу, усвідомлюючи всю безглуздість того, що відбувається. Але жоден з них не хоче зробити перший крок до примирення.

### Дія третя
Картина шоста.На петербурзькому великосвітському балу Онєгін, що тільки-но повернувся з тривалих мандрів, зустрічає Татьяну. У знатній великосвітській дамі, дружині його вельможного друга Греміна, важко впізнати наївну провінційну дівчину. Онєгін вражений її шляхетністю, незалежністю і байдужістю до нього. В ньому спалахує пристрасне й нестерпне почуття.
Картина сьома.Не витримавши внутрішніх переживань, Онєгін їде до Греміних. Княгиню він застав одну. Він хоче їй освідчитись в коханні.
Обоє усвідомлюють, яке щастя могло б чекати на них. Але минулого не повернути. Вибір зроблений і нічого не можна змінити. Татьяна рішуче обриває щасливі мрії, залишаючи Онєгіна у стані повної самотності.

## Відгуки музикознавців
Високо цінував музикознавець Б.Асаф'єв цю оперу:

| «Євгеній Онєгін», роман у віршах Пушкіна, — скільки дум, почуттів, художньої насолоди пов'язано з цим твором! Поезія Пушкіна глибоко ввійшла у побут багатьох поколінь наших співвітчизників. Вірші з «Онєгіна» цитуються напам'ять, окремі вирази стають епіграфами книжок, заголовками статей, вплітаються в літературний текст і в нашу мову. Коли ж роман ліг в основу твору другого найбільшого художника, «Євгеній Онєгін» осяявся новими барвами у нев'янучій музиці П. І. Чайковського, «до глибини єства свого російської…» |
Інший музикознавець, С.Кругликов писав про оперу:

| «Час, коли «співалося лиш те, що було надто безглуздим, щоб його промовити», — назавжди відійшов у безвість. Всі найкращі композитори надихаються тепер не інакше, як найкращими творами літератури… Але чим серйозніше поставитися до справи, тим складніша вона для втілення… Мені можуть зауважити, що «Онєгін» не наш час зачіпає, що мундири там, сюртуки та фраки покрою не теперішнього… Сам Євгеній — знамення часу, тип, герой роману, але не герой оперний… В ньому, поки він вірний собі, поки не перетворився нарешті в людину, яка вміє любити гаряче і сильно, — немає даних для музики: не її завдання — душевний холод і фразерство… Не кажу про Татьяну… її замріяність, романтичність, щирість і сила почуттів, моральна чистота і молода самовідданість поривань сплелися разом в єдину, струнку, поетичну гармонію…» |

## Український переклад
Єдиний повний переклад лібрето опери, що зберігся, належить Максиму Рильському. Імовірно, цей переклад був зроблений у 1930-х роках і прозвучав вперше у сезоні 1934/35 років. Вперше ж українською «Євгеній Онєгін» прозвучав у Києві 1928 року, проте лишається невідомим, в чиєму перекладі. У повоєнний час до перекладу Рильського були внесені деякі зміни, про що свідчить диригент Київської опери В. Тольба:
|  | «На афіші «Євгенія Онєгіна» значиться: «Український переклад М. Рильського і О. Голобуцької». Переклад цей робився 1945 року під час перебування Максима Рильського завідувачем літературної частини театру при постановці «Онєгіна» режисером М. В. Смоличем, художником Б. І. Волковим і диригентом – автором цих рядків. У Рильського не вистачило терпіння боротися з виконавцями, що змінювали його переклад і пристосовували його до своїх вокальних зручностей і до свого розуміння (вірніше, нерозуміння) природи української мови, і він… зневірився, зайнявши, на жаль, позицію непротивлення злу. Навіть такий великий і авторитетний поет, що так добре знав музику, прекрасно перекладав Пушкіна українською мовою, виявився безсилим. Це не означає, звичайно, що у Рильського усе було перекладено з урахуванням «зручностей» або, скажемо краще, можливостей вокалістів, але замість творчої співдружності фактично було самоусунення перекладача. Я з жалем слухаю, як спотворюється пушкінський образ, наприклад, у квартеті з першої картини. Замість пушкінського «волна и камень, стихи и проза, лед и пламень». |

Серед російськомовних осіб має популярність міф, за яким в українській версії Лєнський перед дуеллю нібито співає «Чи гепнусь я, дрючком продертий?». Цей міф не відповідає дійсності — у перекладі М. Рильського цей рядок звучить так: «Впаду я, вражений стрілою, Чи мимо пролетить вона».

## Опера «Євгеній Онєгін» на сцені Національної опери України[5]
- 11 жовтня 1884 року прем'єра опери відбулася у на сцені Київського оперного театру.
- У листопаді 1913 року нова постановка опери до 20-річчя з дня смерті П. І. Чайковського (режисер О. Улуханов та диригент Д. Пагані).
- У 1927 році постановка Михайла Вериківського (диригент). Партію Ленського українською мовою виконував російський співак Леонід Собінов, який ретельно вивчив текст партії українською мовою.
- 1928 рік — постановка диригента Л. Брагінського та режисера В. Манзія. Партію Татьяни виконували Зоя Гайдай, Ольги — Анастасія Левицька.
- 1943 рік — нова постановка під час перебування Київської опери в Іркутську (диригент В. Йориш, режисер М. Смолич).
- 1945/46 рр. — постановка режисера М. Смолича, диригента В. Тольби.
- 1951/52 рр. — постановка режисера В. Манзія, диригента О. Климова.
- 1968 рік — постановка режисера В. Скляренка, сценографія Тетяни Бруні, диригент — Л. Венедиктов.
- 1972 рік — постановка режисерки Ірини Молостової, диригента О. Рябова, художника В. Левенталя.
- 1983 рік — нова інтерпретація режисерки Ірини Молостової, диригентом постановки був Степан Турчак, художниками Федір Нірод та Марія Левитська.